# From Hell-brief
De From Hell-brief is een brief, geschreven door een persoon die claimde Jack the Ripper te zijn. De brief was gericht aan George Lusk, het hoofd van het Whitechapel Vigilance Committee ("Waakzaamheidscomité van Whitechapel"). De brief werd op 15 oktober 1888 verstuurd in een kleine doos met een nier erin. Een nier van de vermoorde Catherine Eddowes was door haar moordenaar uit haar lichaam weggenomen. De nier in de doos kwam overeen met de nier van Eddowes, zo wees onderzoek in die tijd uit.
De From Hell-brief wordt beschouwd als de enige brief die Jack the Ripper aan de politie heeft geschreven, omdat de brief niet ondertekend is met Jack the Ripper (zoals de Dear Boss-brief en de Saucy Jacky-briefkaart). Ook is de From Hell-brief van een lager literair niveau dan de andere twee genoemde brieven.

## Tekst
De tekst van de brief is in gebrekkig Engels gesteld, en luidt:

From hell
Mr Lusk
Sor

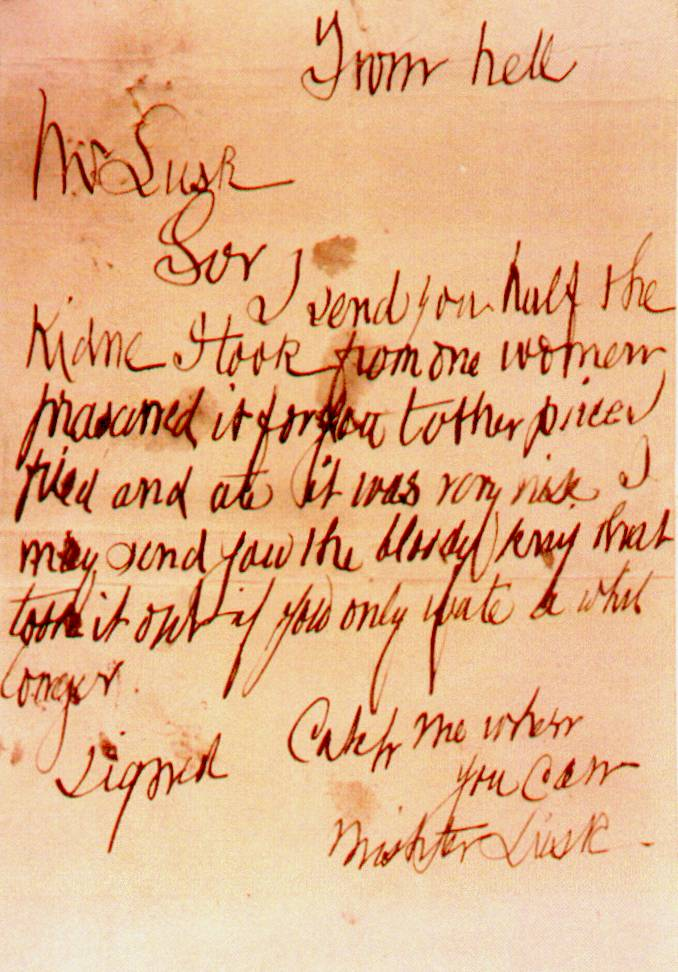
From Hell-brief

I send you half the Kidne I took from one women prasarved it for you tother piece I fried and ate it was very nise. I may send you the bloody knif that took it out if you only wate a whil longer.
signed
Catch me when you can Mishter Lusk.

In het Nederlands vertaald, bij benadering:

Uit de hel
De heer Lusk
Menneer
Ik stuur u de helft van de Nier die ik uit een vrouw wegnam bewaarde hem voor u het andere deel heb ik gebraden en opgegeten het was erg lekker. Misschien stuur ik u het bebloede mes als u slechts een poosje wacht
getekend
Pak me zodra u kunt menneer Lusk.

## Film
In 2001 kwam de film From Hell uit. Die film was gebaseerd op de gelijknamige graphic novel van Alan Moore, vernoemd naar de From Hell-brief. In deze film speelt onder andere Johnny Depp, die de rol van inspecteur Frederick Abberline heeft.